# (486) Кремона
(486) Кремона (итал. Cremona) — астероид главного пояса, который был открыт 11 мая 1902 года итальянским астрономом Луиджи Карнера в обсерватории Хайдельберг и назван в честь древнего итальянского города Кремоны.

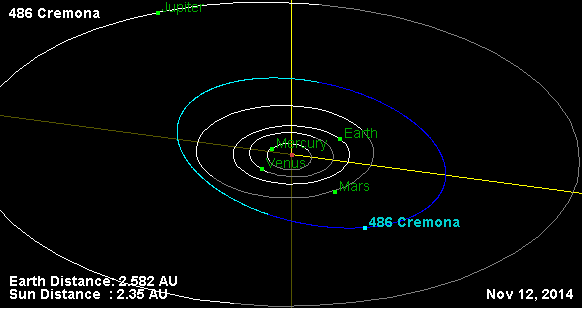
Орбита астероида Кремона и его положение в Солнечной системе